# I rivoltosi di Boston
I rivoltosi di Boston (Johnny Tremain) è un film del 1957 diretto da Robert Stevenson.
È un film d'avventura a sfondo storico statunitense con Hal Stalmaster, Luana Patten, Jeff York, Sebastian Cabot e Richard Beymer. È basato sul romanzo del 1943 Johnny Tremain di Esther Forbes ed è ambientato a Boston prima e durante lo scoppio della rivoluzione americana.

## Produzione
Il film, diretto da Robert Stevenson su una sceneggiatura di Thomas W. Blackburn e un soggetto di Esther Forbes, fu prodotto da Walt Disney per la Walt Disney Productions e girato nel Rowland V. Lee Ranch, Canoga Park, Los Angeles, California, dal 5 settembre al 19 ottobre 1956.

## Distribuzione
Il film fu distribuito con il titolo Johnny Tremain negli Stati Uniti nel luglio del 1957 (première a Los Angeles e New York il 10 luglio 1957) al cinema dalla Buena Vista Film Distribution Company.
Altre distribuzioni:
- in Italia il 12 marzo 1958 (I rivoltosi di Boston)
- in Irlanda il 28 marzo 1958
- in Danimarca il 7 aprile 1958 (Johnny fra Boston)
- in Finlandia il 16 maggio 1958 (Den stora sammansvärjningen e Salaliiton sankarit)
- in Svezia il 14 dicembre 1959 (Johnny rebell)
- in Brasile (Audácia de Um Rebelde)